# Miquel Àngel Nadal Homar
Miquel Àngel Nadal Homar   (Manacor, 28 de juliol de 1966) és un exfutbolista professional mallorquí que jugava de migcampista defensiu o defensa central.
Va començar i acabar la seva carrera amb el RCD Mallorca, però els seus majors èxits van arribar mentre era al FC Barcelona durant l'anomenada era del Dream Team, en què va guanyar nombrosos títols estatals i continentals. Durant 19 temporades professionals, va jugar 493 partits (463 dels quals a La Liga).
Com a part de la Selecció espanyola durant els anys noranta i principis dels dos mil, Nadal va representar Espanya en tres Copes del Món i a l'Eurocopa 1996.

## Trajectòria
Abans de dedicar-se al futbol Miquel Àngel Nadal es dedicà al tennis, arribant a ser campió juvenil de tennis de les Illes Balears.
Va jugar 18 temporades consecutives a la lliga espanyola de futbol, defensant la samarreta del Reial Mallorca, en dues etapes, i la del FC Barcelona, coincidint amb el Dream Team de Johan Cruyff, amb el qual va guanyar nombrosos títols. Fou suplent a la final de la Copa d'Europa de 1992 que el Barça va guanyar a l'Estadi de Wembley de Londres el 20 de maig de 1992, la primera Copa d'Europa del Barça i un partit que marcaria la història del club.
Va jugar de migcampista i, en els darrers anys, de defensa central. Futbolista d'una gran força i capacitat física, destacava per la seva tasca defensiva i un joc molt potent.
Nadal fou també internacional amb la selecció espanyola en diverses ocasions al llarg de la seva carrera.
Es retirà com a futbolista en actiu en acabar la temporada 2004-2005. Des d'aleshores es va dedicar a assessorar en diverses tasques esportives i professionals el seu nebot, el tennista Rafel Nadal Parera.

## Clubs
- Reial Mallorca: 4 temporades, entre 1986 i 1991.
- FC Barcelona: 8 temporades, entre 1991 i 1999.
- Reial Mallorca: 6 temporades, entre 1999 i 2005.

## Palmarès
Els títols aconseguits amb el FC Barcelona foren: 
- 1 Copa d'Europa: 1991-1992.
- 1 Recopa d'Europa: 1997.
- 1 Supercopa d'Europa: 1993.
- 5 lligues: 1991-1992, 1992-1993, 1993-1994, 1997-1998 i 1998-1999.
- 2 Copes del Rei: 1997 i 1998.
- 2 Supercopes d'Espanya: 1992, 1994.